# Tortue charbonnière à pattes jaunes
Espèce
Synonymes
- Testudo denticulata Linnaeus, 1766
- Geochelone denticulata (Linnaeus, 1766)
- Testudo tessellata Schneider, 1792
- Testudo tabulata Schoepff, 1793
- Testudo tabulata cayennensis Schweigger, 1812
- Testudo hercules Spix, 1824
- Testudo sculpta Spix, 1824
- Testudo cagado Spix, 1824

Statut de conservation UICN

 VU A1cd+2cd : Vulnérable
Statut CITES

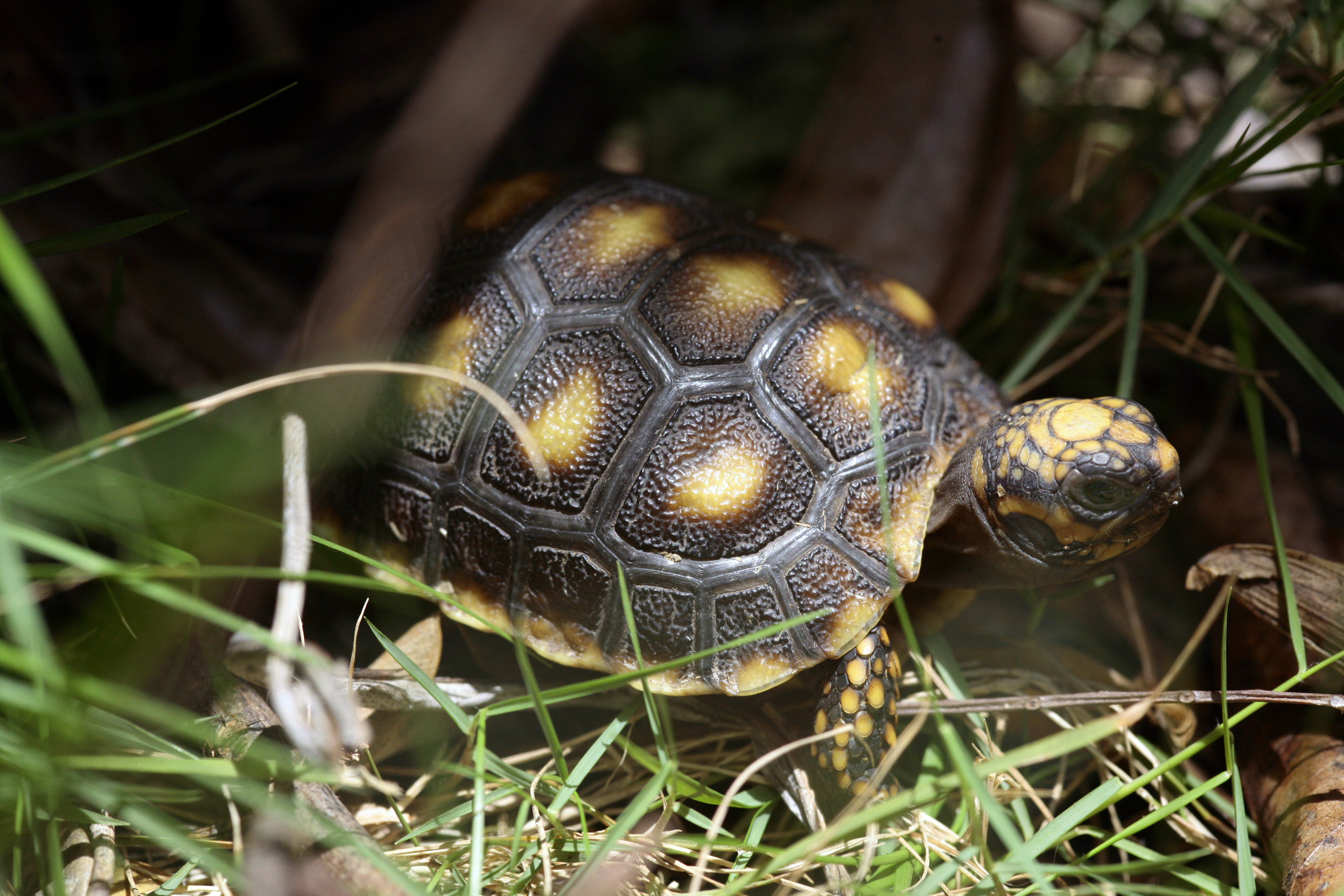
Tortue juvénile denticulée

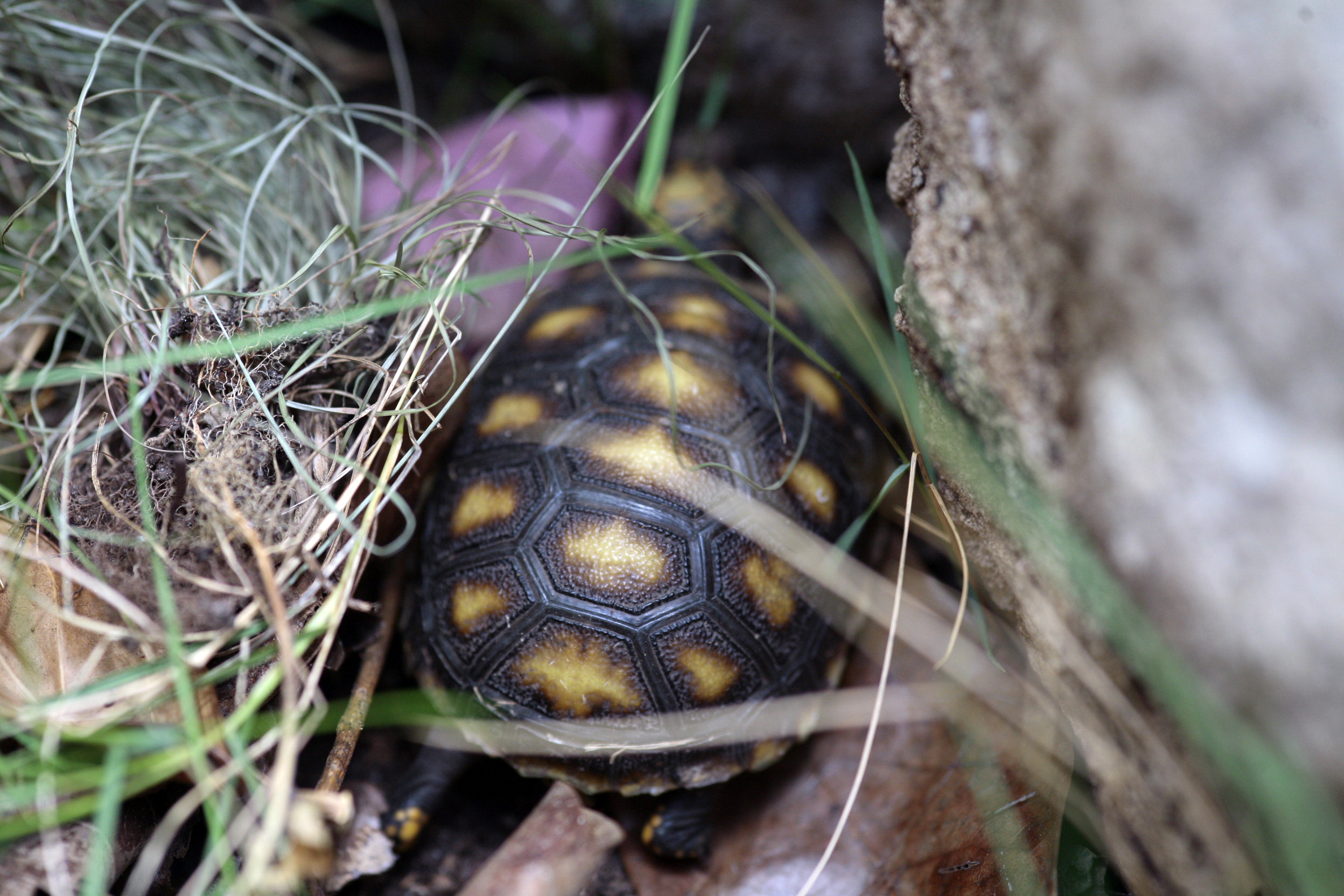
Tortue juvénile denticulée détails de la carapace

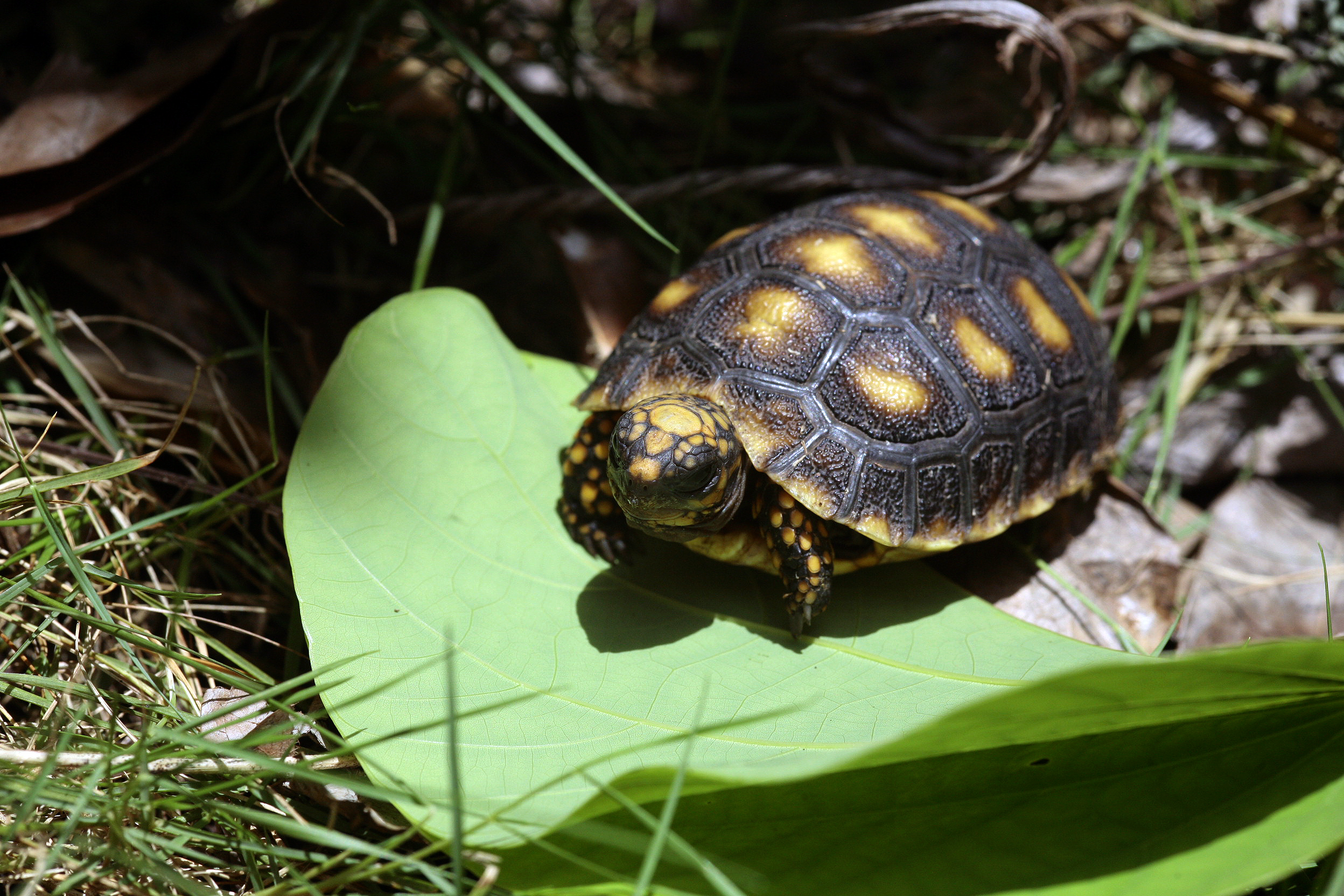
Tortue juvénile denticulée 6 cm

Chelonoidis denticulatus, la Tortue charbonnière à pattes jaunes ou Tortue denticulée, est une espèce de tortues de la famille des Testudinidae.

## Répartition
Cette espèce se rencontre en Bolivie, au Brésil, en Colombie, en Équateur, en Guyane, au Guyana, au Pérou, au Suriname, au Venezuela et sur l'île Trinité.

## Description

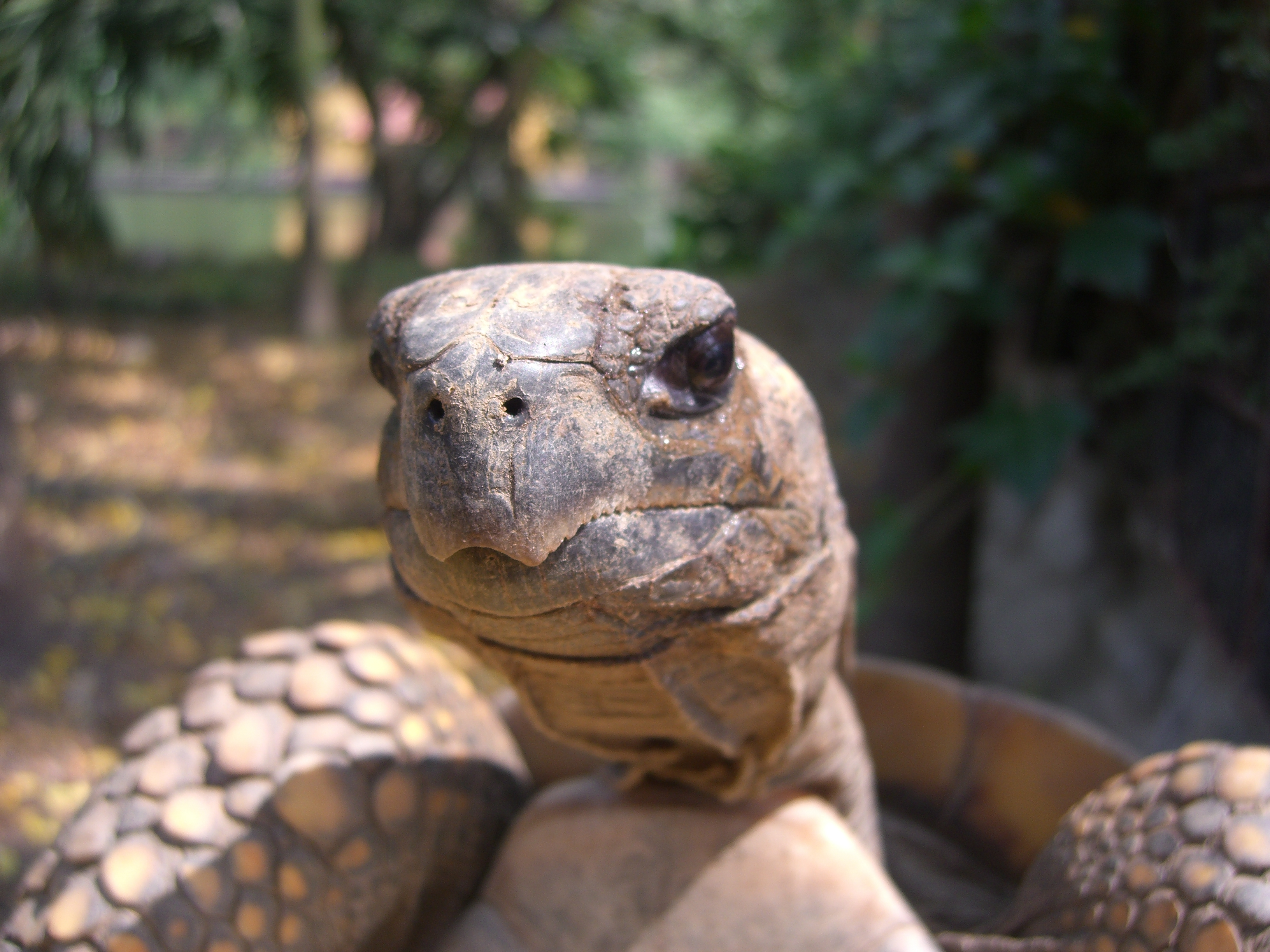
Chelonoidis denticulatus

Sa taille moyenne est de 40 à 50 cm de long mais certains individus de 70 cm ont été observés. Elle est la troisième plus grande espèce de tortue terrestre du monde (hors espèces fossiles) et la deuxième plus grande d'Amérique du Sud après la tortue géante des Galapagos.

## Publication originale
- Linnaeus, 1766 : Systema Naturae. Editio Duodecima, Reformata. Tomus I, Pars I, Regnum Animale. Holmiae, Laurentii Salvii, p. 532.